# 曹壽民
曹壽民（1951年4月18日—），中華民國政治人物，曾任不分區立法委員、國立臺灣大學教授、前臺北市政府交通局局長，曾代表中國國民黨及新黨任職立法委員。妻胡以琴為鼎漢國際工程顧問股份有限公司技術長。

## 另見
- 賀陳旦
- 王國材

## 外部連結
- 立法院 （页面存档备份，存于）